# Laura Pollán Toledo
Laura Inés Pollán Toledo (Manzanillo, 13 de febrero de 1948-La Habana, 14 de octubre de 2011) fue una destacada dirigente de la oposición cubana.

## Trayectoria
Pollán fundó el grupo disidente Damas de Blanco, que convoca marchas pacíficas de protesta con las mujeres y cónyuges de presos políticos en Cuba para reclamar su liberación. Trabajó como profesora de literatura hasta su jubilación en 2004.
En 2003, su marido Héctor Maseda Gutiérrez junto a otros setenta y cuatro cubanos, ahora conocido como el Grupo de 75, fue arrestado durante la Primavera Negra en una ofensiva contra figuras de la oposición. El grupo, que incluía periodistas, activistas, y comentaristas, fue acusado por el gobierno cubano de tomar dinero de gobiernos extranjeros, incluyendo los Estados Unidos.
Pollán pronto empezó a aparecer en el exterior de las instalaciones del gobierno, donde su marido podría potencialmente estar encarcelado. Pronto coincidió con mujeres de otros prisioneros políticos, lo cual llevó a la fundación de las Damas de Blanco. Pollán siempre vistió de blanco, un símbolo de la organización, y se convirtió en una figura clave de la oposición en Cuba. Su casa en el 963 de la calle Neptuno en La Habana devenía un centro de oposición donde ella organizaba un té literario para mujeres de prisioneros políticos. Pollán murió de parada cardiorrespiratoria el 14 de octubre de 2011, a la edad de 63 años. Estuvo hospitalizada desde el 7 de octubre. Según el gobierno cubano, padecía fiebre por dengue.